# Mauricio Ojeda
Mauricio Antonio Ojeda Rebolledo (Temuco, 19 de enero de 1982) es un periodista y político chileno. Desde marzo de 2022 se desempeña como diputado de la República en representación del distrito n° 23 de la región de La Araucanía, por el periodo legislativo 2022-2026.
Durante el segundo gobierno de Sebastián Piñera, ejerció como gobernador de la Provincia de Cautín entre marzo de 2018 y octubre de 2019.

## Familia y estudios
Nació el 19 de enero de 1982 en la ciudad de Temuco, hijo del comerciante Antonio Segundo Ojeda Arévalo y la profesora Guillermina Alicia Rebolledo Ubilla.
Realizó sus estudios primarios  en la Escuela N° 256 de Radal, mientras que los secundarios los cursó en el Liceo Juan Bosco de Cunco y en el Liceo Juan Schleyer de la comuna de Freire. Luego, continuó los superiores en la carrera de periodismo en la Universidad Mayor, sede Temuco, titulándose como periodista. Posteriormente, trabajó durante seis años en varias radios de la Región de La Araucanía y en medios de televisión como Mega y Televisión Nacional de Chile (TVN), en este último durante cinco años.

## Carrera política
Luego de su paso por los medios, se trasladó al servicio público para trabajar dos años como jefe de Comunicaciones y Relaciones Públicas del municipio de Temuco. Entre 2009 y 2011, fue director de Desarrollo Comunitario en las comunas de Lonquimay y Villarrica.
Dentro de su trayectoria política, participó del primer y segundo gobierno del presidente Sebastián Piñera, donde fue secretario regional ministerial (Seremi) de Gobierno en la Región de La Araucanía; entre el 5 de abril de 2012 y el 1 de julio de 2013, y gobernador de la provincia de Cautín, entre el 11 de marzo de 2018 y el 24 de octubre de 2019. En esta última función, renunció al cargo el 24 de octubre de 2019, pese a que tres días antes había desestimado de hacerlo. Recibió críticas del espectro político por renunciar en pleno «estallido social», fundada en una futura candidatura a gobernador regional de La Araucanía, las más sonadas de Rojo Edwards, quien lo acusó de "abandonar el barco cuando este se hunde".
En 2020 fue propuesto por el partido Evolución Política (Evópoli) para ser candidato a las elecciones de gobernadores regionales. La idea finalmente se desestimó y a coalición Chile Vamos presentó la postulación de Luciano Rivas.
Para las elecciones parlamentarias de 2021 se presentó como candidato a diputado por el distrito n° 23, que abarca a las comunas de Carahue, Cholchol, Cunco, Curarrehue, Freire, Gorbea, Loncoche, Nueva Imperial, Padre Las Casas, Pitrufquén, Pucón, Saavedra, Temuco, Teodoro Schmidt, Toltén y Villarrica, como candidato independiente en un cupo del Partido Republicano en la lista del «Frente Social Cristiano» (FSC). Fue elegido con 14 901 votos, equivalentes al 6,19% del total de los sufragios válidamente emitidos, asumiendo el cargo el 11 de marzo de 2022. Forma parte de las comisiones permanentes de Obras Públicas, Transportes y Telecomunicaciones, y Cultura y de las Artes.

## Controversias

### Declaraciones
En abril de 2022, tuvo un entrevero con la comediante Natalia Valdebenito, quien respondió a un tuit de su autoría que ponía en entredicho un viaje de la ministra del Interior y Seguridad Pública Izkia Siches, donde indicó que "paremos con la victimización del ser madre. La mayoría se las arreglan solitas". Valdebenito indicó que él se estaba burlando del rol de madre, ante lo cual éste indicó que el podría dar clases de como educar un niño, pidiéndole que le avisará cuando le lave el poto a un niño. El hecho fue tildado como machista por diferentes personas de la opinión pública.
En enero de 2024, tras la aprobación de legislar sobre obligatoriedad de cantar el himno nacional e izar la bandera en las escuelas, en su cuenta de X (antes Twitter), señalando que presentaría una ley para el regreso de la varilla como castigo a los estudiantes.

### Fraude al Fisco
Durante el año 2023 estalló el Caso convenios, en el cual se vio involucrado la arista Caso Folab y Educc de la Gobernación de La Araucanía, debiendo prestar declaración y entregar su celular a la Policía de Investigaciones para ser periciado. En abril de 2024, se reveló que Ojeda realizó un mutuo con Rinett Ortiz (directora de Folab), además de haber intercedido para obtener ayuda financiera para la Fundación de quien resultó ser su amiga;además, entregó su celular completamente destruido. La defensa señaló que el celular habría sido destruido por el hijo de 3 años del diputado, más los peritajes señalarían que el teléfono presentaba daños estructurales.El 9 de mayo de 2024, la Fiscalía de la Araucanía señaló que presentó la solicitud de desafuero en contra Ojeda, a fin de poder formalizarlo por el delito de fraude al fisco.Luego de encontrarse inubicable para la notificación de desafuero en los dos domicilios que señaló al tribunal, su abogado optó por notificarse de forma expresa.El 18 de junio, la Corte de Apelaciones de Temuco lo dio por notificado del proceso.El 22 de julio la misma Corte informó que la solicitud de desafuero había sido acogida, desafuero que fue confirmado por la Corte Suprema el 30 de septiembre.
El 2 y 3 de enero de 2025 fue formalizado por los delitos de fraude al fisco reiterado, cohecho, soborno y lavado de activos. El Juzgado de Garantía de Temuco decretó la medida cautelar de prisión preventiva en su contra.

## Historial electoral

### Elecciones parlamentarias de 2013
- Elecciones parlamentarias de 2013, candidato a diputado por el distrito 51  (Cholchol, Freire, Nueva Imperial, Pitrufquén, Saavedra y Teodoro Schmidt)[22]

### Elecciones parlamentarias de 2021
- Elecciones parlamentarias de 2021, candidato a diputado por el distrito 23 (Carahue, Cholchol, Cunco, Curarrehue, Freire, Gorbea, Loncoche, Nueva Imperial, Padre Las Casas, Pitrufquén, Pucón, Saavedra, Temuco, Teodoro Schmidt, Toltén y Villarrica)[23]